# Tessarobelus immaturus
Tessarobelus immaturus är en insektsart som beskrevs av Sunita Bhatti 1991. Tessarobelus immaturus ingår i släktet Tessarobelus och familjen pärlsköldlöss.
Artens utbredningsområde är Nya Kaledonien. Inga underarter finns listade i Catalogue of Life.